# Prospalta enigmatica
Prospalta enigmatica är en fjärilsart som beskrevs av Turati och Krüger 1936. Prospalta enigmatica ingår i släktet Prospalta och familjen nattflyn. Inga underarter finns listade i Catalogue of Life.